# إينوك وود بيري جونيور
إينوك وود بيري جونيور (بالإنجليزية: Enoch Wood Perry, Jr.)‏ هو فنان ورسام أمريكي، ولد في 1831 في بوسطن في الولايات المتحدة، وتوفي في 1915 في نيويورك في الولايات المتحدة.